# マツダ・10A型エンジン
マツダ・10A型エンジン（マツダ・10Aがたエンジン）は、東洋工業（現・マツダ）が開発・製造した初めての量産用直列2ローターのガソリンエンジンである。
1967年にマツダ・コスモ（初代：L10A）のエンジンとして、搭載された。「10A」という名称は、総排気量の982 ccを1,000 ccと見なしての「10」と、1番目に開発された事から「A」を合わせ取った言葉である。13Aを除くマツダのロータリーエンジンは、すべてこの10Aのローター半径と偏心量を踏襲している。

## 基本構成
1967年のコスモ・スポーツに搭載されたロータリーエンジン（RE）の概要を下記に記す。以降のREは、この概要に対して改良を加えていった。
ローターハウジング
アルミダイカストで製造され、ローターの摺動面となるトロコイド面には、潤滑性を向上させるためクロムめっきを素材のアルミの上に直接施されている。
アペックスシール
REの開発で一番のネックとなった部品である。アルミを含浸させたカーボン材を使用して自己潤滑性を確保している。シールの幅は、6 mmで一体式を採用している。
ローター
ダクタイル鋳鉄製で、後のエンジンより多くのシール材が使用されている。サイドシールは、幅1 mmで2重。オイルシールは3重になっている。ローターの片側には、スプリングピンで取り付けられた内歯歯車を備え、サイドハウジングに固定される外歯歯車と噛み合う位相歯車機構を構成して、ローターの回転運動を規制する。この歯車機構の影響で、出力軸の回転数は、ローターの回転数の3倍になり、ローター頂点はローターハウジングの内面形状（ペリトロコイド曲線）を動く。ローターの回転力は、ローター内のベアリングから出力軸へ伝達される。
サイドハウジング
アルミの鋳造品で、ローターの摺動面に耐摩耗性確保のため炭素鋼層が溶射されている。ローターの歯車設置側には、外歯歯車が固定されている。
吸気ポート
低速トルクを確保するために、サイドポートとしてサイドハウジングに吸気ポートを1ローターあたり2個ずつ設置（サイドハウジングに1個ずつ設置）
排気ポート
ペリフェラルポートとして、ローターハウジングのトロコイド面に1ローターあたり1個ずつのポートを設置
キャブレター
4バレル・キャブレターを1個設置。吸気ポートは、1個ずつ各バレルとダイレクトにつながり、他のポートの影響を受けないようになっている。4バレル・キャブレターは、低速域ではメインバレルのみ（2バレル使用）/高速域ではメインとセカンダリの両方（4バレル使用）から混合気を供給する。アペックスシールの潤滑用として、キャブレターのアクセル開度と連動したメタリングポンプで、エンジン負荷に応じたオイルを混合気に供給している。
出力軸
炭素鋼の鍛造シャフトを使用。出力軸の軸受は、出力軸の前後2か所のみで、ローター間にはない。出力軸の中には、ローターの潤滑と冷却を兼ねたオイルジェットの通路を持つ。なお　ローターの冷却をオイルでおこなうため、マツダREにとってオイルクーラーは必需品になる。

## 発展経緯
REも「生産性向上」「低速トルクの改善」「排気ガス対策」等の要請を受け、基本構成に対して下記の改善・改良を行った。
1968年コスモスポーツ後期型（0813）
パワーアップを実施。サイドハウジングの材質をアルミから鋳鉄に変更し、炭素鋼の溶射を廃止した。
1968年ファミリアロータリクーペ（0820）
量産性と実使用性を改善して搭載。
- サイドハウジング
  - 材質をアルミから鋳鉄に変更し、炭素鋼の溶射を廃止した。

- ロータ
  - オイルシールを3重から2重に変更

- ポートタイミング
  - 実用走行向けに変更と同時にキャブレターを小型化することによって、低速トルクの改善を実施。

- デストリビューター
  - 直立していた2連のディストリビューターの配置を斜めに変更

1969年R100（ファミリアロータリークーペ）（3877）
R100のアメリカ輸出開始に伴い、カリフォルニア州の厳しい排気ガス規制への対応が求められた。REはその特性上HCの排出は多いがNOxの排出が少ない。HCは燃焼（酸化）させるとCO2とH2Oになる。そこでマツダは、HCを燃焼させるために排気ポートの出口にサーマルリアクターを設置して、カリフォルニア州の排ガス規制に対応した。このサーマルリアクター付のエンジンは、アメリカ向けのモデルのみに搭載した。
1971年サバンナ（0866）
ファミリアロータリークーペ用をベースに、排気ポートのタイミングを変更すると同時に3穴式のハニカムポートに変更して、マフラー負荷の低減を実施。排ガス対策としては、排気ポートの直後に排気熱を保持するための鋳鉄製チャンバーを設置して排ガスの酸化を促進させた。
- ローターハウジング
  - アルミダイカスト製のローターハウジングのトロコイド面に炭素鋼の溶射後クロムめっきを行う方法に変更して、摺動表面の均一性を向上させた。

1973年
排気ガス規制対応（マスキー法、50年規制）を12Aに集中して行うため生産を中止した。

## レース用10Aの開発
レース用の10Aは、国際自動車連盟規定により排気量換算係数2がかけられ、排気量2,000 ccのエンジンとして、ヨーロッパの耐久レースに参戦してREの耐久性を世間に訴求することを目的として開発が進められた。後年 日本国内レースにも参戦し、スカイラインGT-Rに挑戦した。

### 海外耐久レースの開発
耐久レースとしては、ツーリングカーの世界選手権に参戦することでREのみならず、マツダ車としての優秀性をアピールした。
- 1968年
  - REの可能性を追及するため、ドイツのニュルブルクリンクで開催される過酷な「マラソン・デ・ラ・ルート84時間耐久レース」に2台のコスモスポーツで参戦。レギュレーション上大幅な改造ができなかったが、吸気ポートにペリとサイドのコンビネーションポートを使用。低速ではサイド/高速ではペリとシャッターバルブで、ウエーバータイプのサイドドラフトのキャブレタからの混合気を切り替える方式を採用して130 仏馬力PS/7,000 rpmの出力を得た。初出場にもかかわらず　2台中1台が総合4位に入賞した（もう1台は81時間目にアクスルトラブルでリタイヤ）。エンジンに関するトラブルが発生しなかったので、REの優秀性を実証することに成功した。
- 1969年
  - ファミリアロータリークーペ（R100）によるヨーロッパ・ツーリングカー・レースへの参戦を開始。エンジンは、前期コスモスポーツのオールアルミエンジンをベースにペリフェラルポートでの開発を実施。キャブレターは、ダウンドラフトのウエーバー・キャブレターに変更。ダウンドラフトを採用したのは、REの幅がレシプロエンジンより広いため、エンジンルーム内の幅が狭いファミリアでは、サイドドラフトキャブが搭載できなかったことと、排気マニホールドの真上にキャブレタを設置するため、排気マニホールドからの熱害を防止するためである。以降のレーシングREにおいては、ダウンドラフトキャブレターが標準装備となる。
  - 4月: 195 PS/9,000 rpmのエンジンを搭載してシンガポールGPに参戦して強力なライバルが参戦していなかったので快勝した。予選で、排気抵抗の少ないメガフォンマフラーをトライするが、RE特有の激しい排気音の共振でクラックが入り、本番では高熱に強いステンレスのストレートパイプ2本で走行。
  - 7月: スパ・フランコルシャン24時間レースでは、エンジンの耐久性を重視して、187 PS/8,500 rpmで2台参戦。補機関連のトラブルが発生したが総合5、6位入賞を獲得。
  - 8月: マラソン・デ・ラ・ルート84時間耐久レースでは、24時間レースよりさらに耐久性を重視して、178 PS/8,000 rpmで3台参戦。燃料タンクの穴あきや雨中走行中のコースアウトで2台リタイアとなった。残る1台は、雨中走行中の雨水によるサーマルショックのため排気パイプにヒビが入り、排気音が大きくなり注意を受ける。排気音の注意を受けると、ヒビの入ったローター側のメインジェットを塞ぎシングルロータで走行し隙をみてツインロータに戻し、注意されるとシングルロータにするという作業を繰り返し総合5位を獲得した。
- 1970年
  - 前年に引き続き、ヨーロッパ・ツーリング・カー・レースの2レース参戦とプライベーターのミッドシップマシンのシェブロン・B16への搭載支援を行い、REのミッドシップ化の技術を習得した。シェブロン・B16は、ル・マン24時間レースに参戦するが、リタイヤとなる。なおこのマシンは、映画「栄光のルマン」に登場している。
  - 6月: RACツーリスト・トロフィ・4時間レース（2×2ヒート）に参戦。このレースは、2ヒート制で2時間走行後1時間休息して2時間走行するというマツダにとっては、ヨーロッパで初のスプリントレース。結果は8位。
  - 7月: スパ・フランコルシャン24時間レースでは、4台参戦。12時間後には、トップに立つが残り4時間でエンジンから異音がしてリタイヤ。最終的には、総合5位入賞を果たす。エンジン内部の固定ギアのトラブルが原因のリタイヤで以後のREの開発では、固定ギアの耐久性確保が重要な命題となった。

### 国内レースの開発
マツダは、REの耐久性を訴求するために、海外特にヨーロッパの耐久レースをメインにレース活動を続けていた。そのため国内レースには、ほとんど参戦しなかった。当時は、ヨーロッパの情報は、なかなか日本には伝わってこなかった。そのため　日本では、ヨーロッパでのREの活躍を知っている人間は、限定されていた。口の悪い人間は、「国内では勝てないから、国内レースに参戦せずに海外のレースにしか参戦しない」と言われるようになった。そのためマツダは、国内レースにも参戦して、REの優秀性を訴求するように方針変更を行った。
- 1969年
  - マツダは、スカイラインGT-Rと対峙するためにヨーロッパの耐久レース仕様のR100を全日本鈴鹿自動車レースに送り込むが、オーバー・フェンダーの仕様が国内のツーリングカー規定に適合しなかったので、スカイラインGT-RのGT-2クラスではなくRクラスにエントリーする。Rクラスは、1,300 ccのエンジンを搭載した国内の2座席スポーツカーがメインで、その中で最高214 PSのR100は、無敵の1位となる。
- 1970年
  - マツダは、5月の富士での日本GPのツーリングカー・レースにGT-Rと直接対決をするために、224 PS/10,000 rpmの2台のR100を送り込んだ。本番のレースでは、ストレートでR100は、何回もスカイラインGT-Rを追い抜くがS字コーナで抜き返されてしまい、3位入賞という結果を得た。これは、R100の車幅の狭さとレースには不向きな古典的な足回り（リジット・アクスル&リーフサスペンションと高いロール・センター位置）に起因するものであった。このレースで、マツダは、レーシング10Aのポテンシャルの高さをレースファンに見せつけることに成功したが、翌年のレギュレーション改正によってペリフェラルポートの国内ツーリングカーレースでの使用禁止という足かせを背負うことになる。
- 1971年
  - JAFは、ペリフェラルポートの国内ツーリングカーレースでの使用禁止のレギュレーションを制定する。これを受けて、マツダは、10Aより12Aのブリッジポートへのチューニングへ力を入れていく。サイドポートでのチューニングで、吸気系をチューニングすることは、10Aと12Aの両方に効果が出てくることになる。マツダは、新モデルのサバンナを発表と同時にツーリングカーレースへの参戦を開始する。サバンナは、R100より全幅を広げてトレッドを大きくしてロールセンターの高さを下げることによってコーナリングの挙動が安定している。10Aを搭載したサバンナが、12月の富士ツーリスト・トロフィレースで総合優勝を飾り、スカイラインGT-Rの50連勝を阻止した。また　国内レースでは、プライベーターによる2,000ccクラスのレーシングエンジンを搭載した、2座席スポーツカーレースの関心が高まってきた。この流れを受けて　京都のコジマエンジニアリングは、10Aのペリフェラルポートを搭載した2座席スポーツカーのKE-RE-Iを作成して鈴鹿グレート20ドライバーズレースに参戦して総合3位を獲得する。優勝車のエンジンは、1,800 ccのFVCで約230 PS。このエンジンと同程度の出力を確保している模様であった。

## 10Aの諸元
10Aの諸元を以下の表に示す。
| 呼称                    | コスモスポーツ前期  | コスモスポーツ後期  | ファミリア          | サバンナ            | コスモ                | スポーツキット      | スポーツキット       | スポーツキット      |
| ----------------------- | ------------------- | ------------------- | ------------------- | ------------------- | --------------------- | ------------------- | -------------------- | ------------------- |
| 用途                    | 市販車              | 市販車              | 市販車              | 市販車              | レース用              | レース用            | レース用（短距離用） | レース用            |
| 年度                    | 1967年              | 1968年              | 1968年              | 1971年              | 1968年                | 1969年              | 1970年               | 1971年              |
| 過給方式                | 無                  | 無                  | 無                  | 無                  | 無                    | 無                  | 無                   | 無                  |
| 吸気方法                | 4バレルキャブ       | 4バレルキャブ       | 4バレルキャブ       | 4バレルキャブ       | ウエーバーキャブ      | ウエーバーキャブ    | ウエーバーキャブ     | ウエーバーキャブ    |
| 吸気ポート形式          | サイド              | サイド              | サイド              | サイド              | コンビ（サイド+ペリ） | ペリ                | ペリ                 | サイド（ブリッジ）  |
| 吸気ポート総数          | 4                   | 4                   | 4                   | 4                   | 4                     | 2                   | 2                    | 2                   |
| 排気ポート方式          | ペリ                | ペリ                | ペリ                | ペリ（3孔ハニカム） | ペリ                  | ペリ                | ペリ                 | ペリ                |
| 排気ポート総数          | 2                   | 2                   | 2                   | 2                   | 2                     | 2                   | 2                    | 2                   |
| アペックスシール        | 6mm幅一体式カーボン | 6mm幅一体式カーボン | 6mm幅一体式カーボン | 6mm幅一体式カーボン | 6mm幅一体式カーボン   | 6mm幅一体式カーボン | 6mm幅一体式カーボン  | 6mm幅一体式カーボン |
| 圧縮比                  | 9.4                 | 9.4                 | 9.4                 | 9.4                 | 9.4                   | 9.4                 | 9.4                  | 9.4                 |
| 最高出力（PS/rpm）      | 110/7,000           | 128/7,000           | 100/7,000           | 105/7,000           | 130/7,000             | 195/9,000           | 224/10,000           | 約200/8,500         |
| 最大トルク（kgf·m/rpm） | 13.3/3,500          | 14.2/5,000          | 13.5/3,500          | 13.7/3,500          | ―                     | ―                   | ―                    | ―                   |

## 10Aの搭載車

### 市販車
- サーマルリアクターなし
  - コスモ・スポーツ、ファミリア、サバンナ
- サーマルリアクター付
  - ファミリア

### コンセプトカー
- RX500

### レーシングカー
- ツーリングカー
  - コスモ・スポーツ、ファミリア、サバンナ
- 2座席スポーツカー
  - シェブロンB16、KE-RE-1